# Brunnera
Brunnera é um gênero de plantas pertencente à família Boraginaceae.

## Espécies
- Brunnera macrophylla (Adams) I.M.Johnst.
- Brunnera orientalis I.M.Johnst.
- Brunnera sibirica Steven

- Commons
- Wikispecies